# Roodkeelbronskoekoek
De roodkeelbronskoekoek (Chalcites ruficollis, synoniem Chrysococcyx ruficollis) is een vogel uit de familie Cuculidae (koekoeken).

## Verspreiding en leefgebied
Deze soort is endemisch in Nieuw-Guinea.